# Nemesvita megállóhely
Nemesvita megállóhely egy megszűnt Veszprém vármegyei vasúti megállóhely, amelyet a MÁV Magyar Államvasutak Zrt. üzemeltetett Nemesvita településen, a Balatonszentgyörgy–Tapolca–Ukk-vasútvonalon.

## Története
Az állomást 1907-ben építették Kongó néven Nemesvitától keletre. Az állomás a Szent György-hegyi bazaltbánya forgalmát látta el. A személyforgalmat csak 1921-től bonyolított, ekkor épült az állomásépület és a peron is. 1941-ben még Kongó néven, 1943-ban már Nemesvitaként lelhető fel a korabeli menetrendekben. Mivel távol esett minden közeli településtől, nem volt nagy forgalma. 1971-ben a személyvonatok mintegy fele állt csak meg. Az állomást 1973. június 3-án bezárták.